# إيدي جونز
إيدي جونز (بالإنجليزية: Eddy Jones)‏ هو لاعب كرة قدم بريطاني، ولد في 25 أكتوبر 2001.